# Otto Hembeck

Otto Hembeck

Otto Hembeck (* 25. Mai 1881 in Lösenbach; † 11. Mai 1958 in Lüdenscheid) war ein deutscher Unternehmer und Politiker (DVP, DNVP).

## Leben und Beruf
Hembeck wurde als Sohn eines Fabrikanten geboren. Nach dem Besuch der Volksschule erhielt er bis 1896 Privatunterricht, absolvierte dann eine kaufmännische Lehre in einer Lüdenscheider Metallwarenfabrik und bildete sich schließlich im Selbststudium fort. Danach leistete er freiwilligen Militärdienst bei einem Garde-Fußartillerie-Regiment. Von 1903 bis 1906 war er als kaufmännischer Angestellter, von 1906 bis 1908 dann als Prokurist und leitender Angestellter in einer Metallwarenfabrik tätig. 1909 wurde er geschäftsführender Mitinhaber der Firma Noelle & Hueck, einer Metallwarenfabrik in Lüdenscheid. Neben seiner Tätigkeit unternahm er zahlreiche Geschäftsreisen ins In- und Ausland.
Hembeck nahm 1914/15 als Soldat am Ersten Weltkrieg teil und wurde mit dem Eisernen Kreuz II. Klasse sowie mit dem Verdienstkreuz für Kriegshilfe ausgezeichnet. In den 1920er und 1930er Jahren war er Mitglied des geschäftsführenden Vorstandes des Reichsbundes der Deutschen-Metallwaren-Industrie in Berlin.
Otto Hembeck war seit 1906 mit Alma Dunkel verheiratet, mit der er zwei Söhne und eine Tochter hatte.

## Partei
Hembeck trat nach der Novemberrevolution in die nationalliberale DVP ein und wurde zum Ersten Vorsitzenden des Verbandes Westfalen-Süd gewählt. Weiterhin war er Mitglied des Zentralverbandes und des Parteivorstandes der DVP. Auf sein Betreiben hin schloss sich im Februar 1932 der DVP-Verband Westfalen-Süd mit dem Pendant der DNVP zusammen. Daraufhin wurde er Mitglied der Deutschnationalen.

## Abgeordneter
Hembeck wurde bei der Reichstagswahl im Juli 1932 in den Deutschen Reichstag gewählt, dem er bis November 1933 angehörte. Außerdem war er stellvertretendes Mitglied des Preußischen Staatsrates.